# Argonui
En el universo imaginario de J. R. R. Tolkien y en los apéndices de la novela El Señor de los Anillos, Argonui es el decimotercer capitán de los dúnedain del Norte. Es hijo de Arathorn I, nació en el año 2757 de la Tercera Edad del Sol y fue criado en Rivendel como todos sus antecesores. Su nombre es sindarin y puede traducirse como «rey valeroso». Asumió la capitanía al morir su padre en el año 2848 T. E. 
Durante su gobierno el mago Gandalf entra a Dol Guldur y descubre que Sauron estaba escondido allí dando aviso al Concilio Blanco, que ataca la fortaleza del Bosque Negro en el año 2850 T. E. 
También durante su reinado y en el año 2890 nace, en la Comarca, Bilbo Bolsón. 
Continuó la defensa del territorio de Arnor y de la Comarca de orcos y Trolls de las Montañas. 
El fin de su gobierno llega durante el Invierno Cruel de 2911 - 2912 T. E.; momento en el que los Lobos entran a La Comarca, además de afectar a los habitantes de Eriador. Tras 64 años de gobierno y 155 de vida, muere en el año 2912 T. E. Lo sucedió su hijo Arador.